# Morti nel 1288
| Questa pagina contiene informazioni ricavate automaticamente dalle voci biografiche con l'ausilio del template Bio e di un bot. L'aggiornamento è periodico e automatico e ricostruisce completamente la pagina. Se manca una persona in questa lista, sei pregato di non aggiungerla, ma accertati piuttosto che la sua voce biografica contenga il template Bio e che i dati anagrafici siano correttamente compilati. Se il template Bio manca, inseriscilo tu stesso o, in alternativa, metti l'avviso {{tmp\|Bio}} che ne segnala la mancanza. Se i dati riportati sono sbagliati, correggi direttamente la voce biografica; le modifiche saranno visibili in questa lista entro pochi giorni. Per chiarimenti vedi il progetto biografie. La lista contiene solo le 20 persone che sono citate nell'enciclopedia e per le quali è stato implementato correttamente il template Bio. Pagina aggiornata al 13 gen 2025. |

- 3 febbraio - Amedeo I di Neuchâtel, nobile svizzero (n. 1250)
- 15 febbraio - Enrico III di Meißen, nobile tedesco (n. 1215)
- 24 aprile - Gertrude di Babenberg, nobile austriaca (n. 1226)
- 5 giugno - Enrico VI di Lussemburgo, conte
- 26 giugno - Lano da Siena
- 2 agosto - Alice di Bretagna, nobildonna francese (n. 1243)
- 24 agosto - Bruno von Kirchberg, vescovo cattolico tedesco
- 30 settembre - Leszek II di Polonia, principe polacco (n. 1241)
- 11 novembre - Beatrice di Brabante, nobile tedesca (n. 1225)
- 19 novembre - Rodolfo I di Baden (n. 1230)
- 17 dicembre - Ibn al-Nafīs, medico arabo (n. 1213)
- Adam de la Halle, compositore, scrittore e poeta francese
- Marco Badoer, militare, politico e diplomatico italiano
- Giovanni dei Bonacolsi, politico italiano
- Agnese di Borbone-Dampierre, contessa (n. 1237)
- Alberto da Casalodi, politico italiano
- Jordan IV de L'Isle-Jourdain, trovatore francese (n. 1224)
- Raoul V Le Flamenc, militare francese
- Salimbene de Adam, religioso, storico e scrittore italiano (n. 1221)
- Alberto Piccardo della Scala, nobile italiano